# Piperia candida
Piperia candida là một loài thực vật có hoa trong họ Lan. Loài này được Rand.Morgan & Ackerman miêu tả khoa học đầu tiên năm 1990.